# الخاندرو زون
الخاندرو زون (انگلیسی: Alejandro Zohn; ۸ اوت ۱۹۳۰ – ۲۰۰۰) معمار، و نقاش اهل مکزیک بود.